# 府中焼き

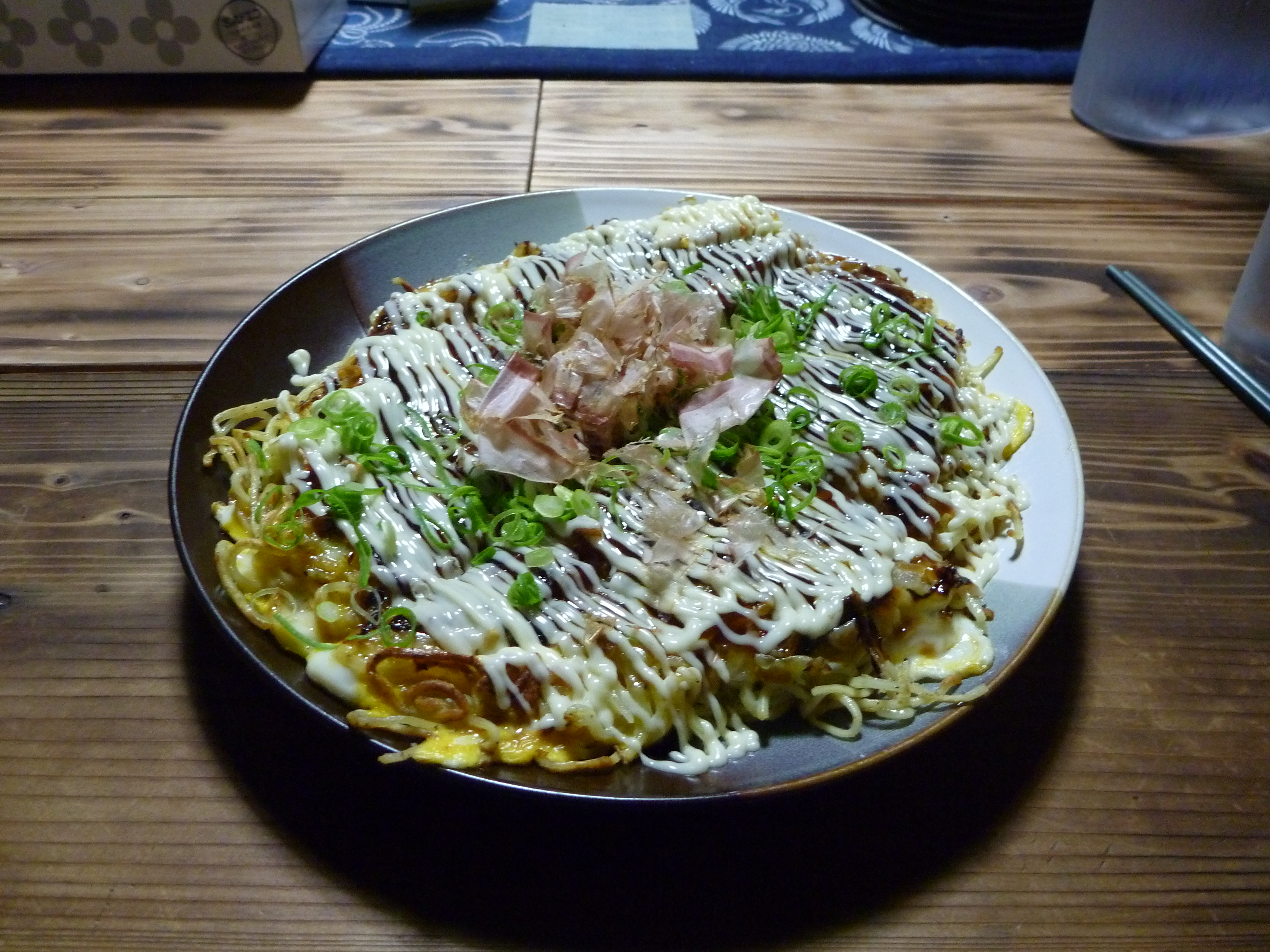
府中焼き

府中焼き（ふちゅうやき）は、広島県府中市で発祥し食されているお好み焼きの一種であり、府中焼きという名称は、府中商工会議所により2006年に新しく名付けられたもの。府中焼きを出すお好み焼き店は隣接地域や広島市にも出店されている。東京では広島県府中市アンテナショップ「NEKI」内に出店されている。

## 概要
2006年から府中焼きという名称を府中商工会議所が新しく創って呼び始めたもので、お好み焼き店のメニューに府中焼きという文字は無かった。あるのは「そば肉玉」である（広島お好み焼きでは肉玉そばであるが府中ではそば肉玉である）。しかし、府中商工会議所が府中焼きと称して宣伝したり、2008年に備後府中焼きを広める会が設立され、イベントを行っていき新聞記事やテレビ番組などマスコミが追従して府中焼きと呼び始め、府中市外の消費者に府中焼きという名称が浸透し認知されていくなかで観光客に分かりやすくとメニューに府中焼きと書く店が出てきたが、中身は府中焼きという名称が新しく創られる前となんら変わりはない、昔から食べられきたそば肉玉そのままである。
豚バラ肉の代わりにミンチ肉や細切れ肉を入れる重ね焼きのお好み焼きで、コテで押さえ付けてカリカリに焼かれる。カリカリになるのはミンチが融けた脂で揚げた状態になるからであるが、それはほぼ脂のミンチを使うことでそうなるのであり、ミンチの脂割合は店によって異なり必ずしもカリカリになるわけではない。カリカリ系の先駆者であり代表格は「さち」（府中町）であり、カリカリ系の店は「さち」の影響を受けていることになるが、家族経営の「さち」は弟子をとっておらずのれん分けされたわけではない。平の家（出口町）の出身は、福山市の平の家（福山市引野町）と「ひらた」（鵜飼町）があるが親族経営である。一方、かたおか（父石町）では弟子が修行し独立して出店しており、親族も「あわけん」（府中町 キテラス）と「だいまる」（広島市）を出店している。
カープソースを使うことも特徴である。カープソースとオタフクソースをブレンドして使う店がある。かつてはタテソースを使う店があったが閉店した。
府中焼きは旧府中市で発祥したもので、上下町に府中焼きカルチャーはなく広島風である。
府中商工会議所は町おこしとして平成18年12月に銀天街NTT駐車場で実施したイベント「お好み焼きフェスタ」で府中焼き宣言を行い、「府中お好み焼きマップ」を配布した。また、2008年に「備後府中焼きを広める会」を発足させた。
2010年9月、備後府中焼きを広める会は第5回B-1グランプリ（会場：神奈川県厚木市）に初出場した。
2010年「第1回広島てっぱんグランプリ」初代王者。
2021年2月4日、読売テレビ・日本テレビ系『秘密のケンミンSHOW』「広島県民の真実 仁義あるお好み焼き頂上作戦」で府中焼きが紹介された。
2022年3月3日、令和3年度 文化庁『食文化機運醸成事業』の「未来の100年フード部門」に認定された。
2023年6月27日、TBSテレビ『マツコの知らない世界』「広島お好み焼きの世界」で府中焼きが紹介された。

## ミシュラン掲載
- さち（府中町）「ミシュランガイド広島 2013」「ミシュランガイド広島・愛媛 2018 特別版」
- 平の家（出口町）「ミシュランガイド広島 2013」「ミシュランガイド広島・愛媛 2018 特別版」
- かたおか（父石町）「ミシュランガイド広島 2013」

## ピリ辛麺
- 府中市内の瀬尾製麺所（出口町）が唐辛子を練り込んだ「ピリ辛麺」を作っており、府中市内のお好み焼き店でトッピングすることができるようになったのは2004年5月頃から[10]で、三次市の江草商店の唐麺よりも早い。瀬尾製麺所においての商品名は「せおの赤いそば」であり、一般人でも製麺所に直接行けば入手することができる。

## お好みそーす
- 府中味噌の蔵元が開発、発売した、府中味噌を使ったお好み焼き用ソース。

## 冷凍食品
- 平の家[11]と一宮がクール便発送のネット販売をしている。

## お好み焼きマップ
- 紙版は、平成18年から府中市内のお好み焼き店を掲載したマップを無料配布している。何度か一新して作成、配布してきた。2023年現在、最新は2018年作成のものである。
- 道の駅びんご府中のトイレの壁に巨大なお好み焼きマップが貼ってあり、閉店があると随時修正されている。

## 大使
- 2015年1月9日委嘱 備後府中焼き広報大使 片岡光宏（元・広島東洋カープ投手・内野手）

## マスコットキャラクター
- 備後府中焼きマスコットキャラクター「ミンチュー」（2011年）[12]
イベントでドラム演奏を行うことがある。

## ご当地マンホール
- 2023年7月11日、府中焼きデザインマンホールをお祭り広場前に設置[13]。創業100周年を迎えたオタフクホールディングス（HD・広島市西区）が広島県府中市に寄贈した。10市町に寄贈したうちの1枚[14][15]。府中市での寄贈式（2023年7月11日）は県内2目となった。
  - 関連イベント「ご当地お好み焼で広島をま～るくつなごう ヒロシマンホ？ スタンプラリー」2023年8月1日から10月31日まで[16]

## マンホールカード
令和5年12月15日に「マンホールカード」第21弾として「府中焼き」が配布開始される。配布場所は（一社）府中市観光協会（府中町 キテラス府中）。

## 備後府中焼きの日
毎年2月28日。令和元年に備後府中焼きを広める会が定めた。

## コンビニ
- 2007年11月20日[22] ポプラ西日本エリア「備後 府中焼」（「府中商工会議所」協力）
- 2008年10月1日[23] セブンイレブン広島県・岡山県・山口県「広島ご当地グルメ 府中焼き」
- 2009年9月29日[24] セブンイレブン広島県・岡山県・山口県「広島ご当地グルメ ネギたっぷり府中焼き」
- 2010年9月28日[25] ローソン中国・四国地区全域「府中焼き」（「備後府中焼きを広める会」・「B-1グランプリ」公認）
- 2010年 デイリーヤマザキ「府中焼き」（「備後府中焼きを広める会」監修）
- 2013年10月15日[26] ファミリーマート中国・四国地方「備後府中焼き」（「備後府中焼きを広める会」監修）
- 2021年12月[27] ローソン中四国地方「備後府中焼を広める会監修 府中焼き」[28]

## 参照
- 備後府中焼きを広める会 - 備後府中焼きドットコム－広島県府中市のソウルフード府中焼きポータルサイト - ウェイバックマシン（2013年2月7日アーカイブ分）
- 府中商工会議所 - 備後府中焼き（お好み焼き） - ウェイバックマシン（2013年9月6日アーカイブ分）